# Ñuñoa (métro de Santiago)
Ñuñoa est une station des lignes 3 et 6 du métro de Santiago, située dans la commune de Ñuñoa.

## Situation
Sur la ligne 3, elle se situe entre Monseñor Eyzaguirre à l'ouest, en direction de Los Libertadores, et Chile España à l'est, en direction de Fernando Castillo Velasco.
Sur la ligne 6, elle se situe entre Estadio Nacional au sud, en direction de Cerrillos, et Inés de Suárez au nord, en direction de Los Leones.
Elle est établie sous l'intersection entre les avenues Irarrázaval et Pedro de Valdivia.

## Historique
La station est ouverte le 2 novembre 2017 lors de la mise en service de la ligne 6.
Le 22 janvier 2019, la ligne 3 est ouverte à la circulation, en correspondance avec la ligne 6.

## Dénomination
Initialement la station devait s'appeler Irarrázaval Oriente, mais étant donné la confusion avec la station Irarrázaval sur la même ligne, on lui préféra le nom de Carmelitas, en référence au couvent des Carmélites déchaussées, premier monastère fondé au Chili, le 6 janvier 1690, situé sur l'avenue Pedro de Valdivia, au nord de l'avenue Irarrázaval.
Ce choix a alors suscité une controverse. Le maire de Ñuñoa, Pedro Sabat, a fait valoir que le nom n'était pas lié à l'identité du lieu et a proposé un concours pour trouver une dénomination plus appropriée. C'est alors le nom de la commune Ñuñoa qui a été choisi.

## Service des voyageurs
La station possède un unique accès équipé d'un ascenseur.